# Annie Nicolette Zadoks-Josephus Jitta

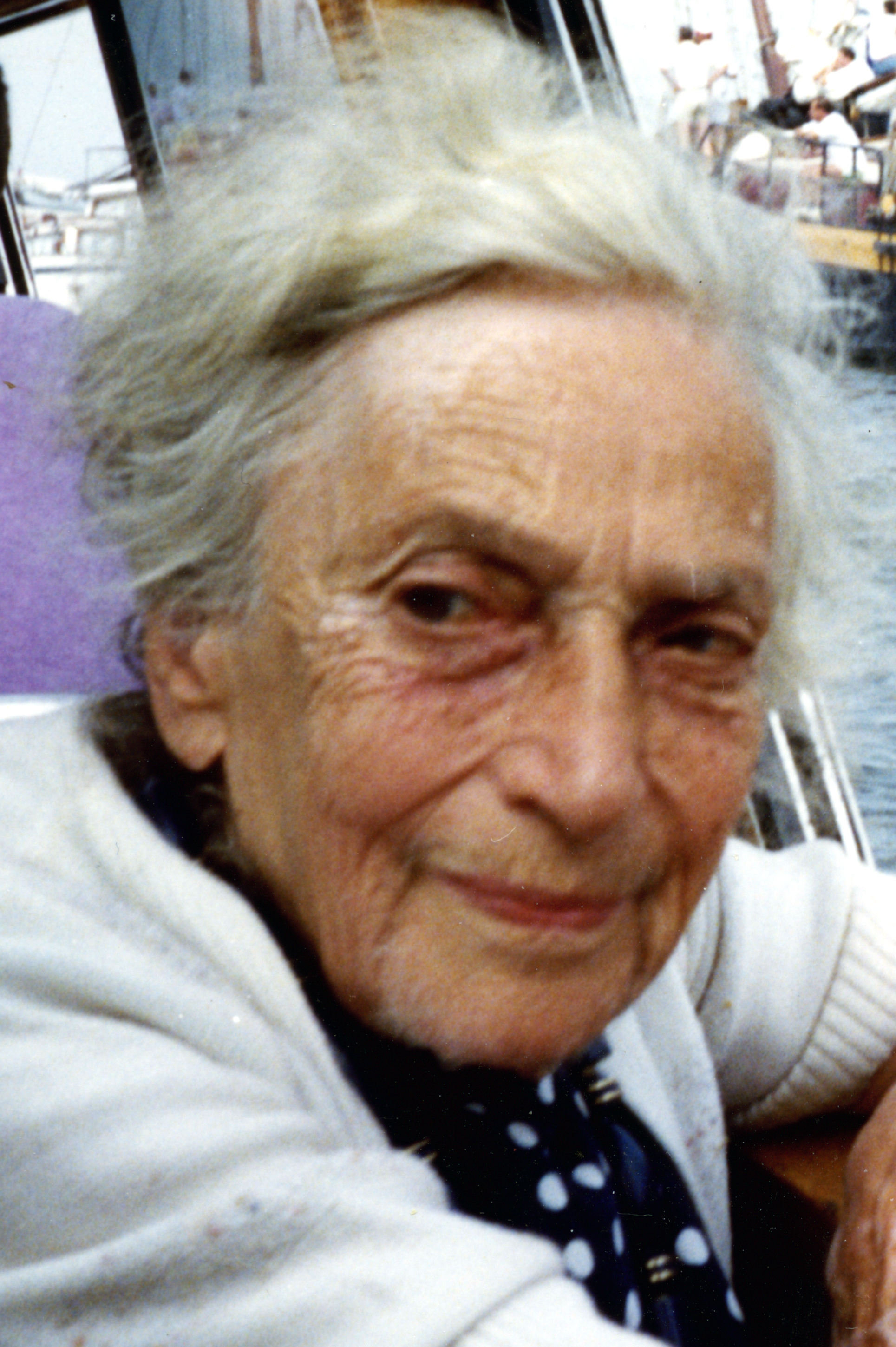
Annie Zadoks-Josephus Jitta, 1984

Annie Nicolette Zadoks-Josephus Jitta (* 17. Dezember 1904 in Amsterdam; † 31. Mai 2000 ebenda) war eine niederländische Numismatikerin und Klassische Archäologin.

## Jugend, Ausbildung und Kriegsjahre
Annie Nicolette Josephus Jitta wurde 1904 in Amsterdam als Tochter des Augenarztes und Kommunalpolitikers Nicolaas Marinus Josephus Jitta (1858–1940) und seiner Frau Sophia Cohen (1865–1911) geboren. Ihre jüdische Familie stammte ursprünglich aus dem oberfränkischen Bamberg, war aber 1812 nach Amsterdam umgesiedelt. Einem Reformedikt Louis Bonapartes, des damaligen, von den Franzosen eingesetzten Königs der Niederlande folgend, nach dem alle Niederländer mit einem Familiennamen zu registrieren seien, hatte ihr Vorfahre Nathan Joseph den Zunamen Jitta angenommen. Sie besuchte Schulen in Amsterdam, Utrecht und Den Haag. Danach studierte sie Kunstgeschichte an der Universität Leiden und schloss ihr Studium 1928 ab. Im selben Jahr heiratete sie den jüdischen Rechtsanwalt Carel Zadoks (1902–1942). Aus der Ehe ging der gemeinsame Sohn Jan Carel hervor. 1932 wurde sie in Klassischer Archäologie bei G. A. S. Snijder mit der Arbeit Ancestral portraiture in Rome and the art of the last century of the Republic promoviert.
In den Kriegsjahren arbeitete sie am Koloniaal Instituut te Amsterdam (Kolonialinstitut zu Amsterdam), während ihr Sohn in der sichereren Provinz Friesland untergebracht war. Ihren Mann hatte auch seine paradox erscheinende Mitgliedschaft in der Nationaal-Socialistische Beweging nicht vor dem Konzentrationslager Amersfoort bewahren können, wo er am 7. November 1942 ums Leben kam.

## Laufbahn und Werk
Von 1948 bis 1963 war Zadoks-Josephus Jitta mit einer Teilzeitstelle Kuratorin am Königlichen Münzkabinett (Het Koninklijk Penningkabinet) in Den Haag. Dort war sie für die Bearbeitung von antiken Münzen und Gemmen zuständig. 1963 wurde sie als Nachfolgerin von Hendrik Gerard Beyen Dozentin für Klassische Archäologie an der Reichsuniversität Groningen. Wie anderen ihrer Generation wird auch Zadoks-Josephus Jitta zugeschrieben, diese Disziplin in den Niederlanden erneuert zu haben. Auch gilt sie als wichtige Impulsgeberin der Numismatik in diesem Land, insbesondere der Arbeit von Willem Albertus van Es, mit dem sie diesbezüglich auch gemeinsam publizierte. 
Anlässlich ihres siebzigsten Geburtstages 1974 wurde ihr eine Festschrift gewidmet, deren Vorwort Elizabeth Visser, die erste Professorin für Alte Geschichte in den Niederlanden, schrieb.
Zadoks-Josephus Jitta starb am 31. Mai 2000. In der Zeit ihres Wirkens verfasste sie zehn Monographien und mehr als 200 Artikel in wissenschaftlichen Zeitschriften. Ihr Spezialgebiet waren dabei insbesondere die Numismatik und die römischen Kleinbronzen.

## Schriften (Auswahl)
- Ancestral Portraiture in Rome and the Art of the Last Century of the Republic. NoordHollandsche Uitgevers Maatschappij, Amsterdam 1932.
- De Lotgevallen van den Grooten Camee in het Koninklijk Penningkabinet. In: Oud-Holland 66, 1951, S. 191–212.
- Catalogue sommaire des cylindres orientaux au Cabinet Royal des Médailles à la Haye. Impr. d'État, Den Haag 1952.
- La collection Hemsterhuis au Cabinet Royal des Médailles á La Haye. Ministerie van Onderwijs, Kunsten en Wetenschappen, Den Haag 1952.
- Graecia capta en de Romeinsche kunst. In: Nederlands kunsthistorisch jaarboek 1952/53, S. 7–20
- Het Romeinse keizersportret. Vorm en functie. Van Dishoeck, Bussum 1956.
- Münzschatz von Bargercompascuum (Drenthe). In: Palaeohistoria 5, 1956, S. 77–99.
- Looking back at Frisians, Franks and Saxons. In: Bulletin van de Vereeniging tot Bevordering der Kennis van de Antieke Beschaving te s'-Gravenhage 36, 1961, S. 41–59
- mit Willem Albertus van Es: Muntwijzer voor de Romeinse tijd. Koninklijk Penningkabinet, Den Haag 1962.
- mit Wilhelmus Johannes Theodorus Peters und Willem Albertus van Es: Roman bronze statuettes from the Netherlands 1. Statuettes found North of the Limes. JB Wolters, Groningen 1967.
- mit Hendrik Martinus Reinier Leopold: Uit de leerschool van de spade. De Haan, Haarlem 1968.
- mit Wilhelmus Johannes Theodorus Peters und Willem Albertus van Es: Roman bronze statuettes from the Netherlands 2. Statuettes found South of the Limes. JB Wolters, Groningen 1969.
- mit Johannes Sipko Boersma: Antieke cultuur in beeld. Fibula-Van Dishoeck, Bussum 1972.
- Romeinse Keizersmunten. Kok, Kampen 1972.
- mit Wilhelmus Johannes Theodorus Peters und Antoinette M. Gerhartl-Witteveen: The figural bronzes (= Description of the collections in the Rijksmuseum G. M. Kam at Nijmegen  7). Rijksmuseum G. M. Kam, Nijmegen 1973.
- mit Antoinette M. Witteveen: Roman bronze lunulae from the Netherlands. In: Oudheidkundige mededelingen uit het Rijksmuseum van Oudheden te Leiden 58, 1977, S. 167–195.